# Alioune Blondin Béye
Pour les articles homonymes, voir Béye.
Alioune Blondin Beye est un professeur, avocat et homme politique malien, né le 8 janvier 1939 à Bafoulabé, dans l’ouest du Mali actuel et mort le 26 juin 1998 au large de la Côte d’Ivoire, pendant un accident d'avions.

## Carrière
Expert en droit international, il est successivement, sous la présidence de Moussa Traoré, Ministre de la Jeunesse, des Sports, des Arts et de la Culture du 7 janvier 1978 au 4 mai 1978, ministre des affaires étrangères du Mali de 1978 à 1986, Secrétaire Général, puis Directeur du Département Juridique de la Banque africaine de développement en Côte d'Ivoire et membre de la commission africaine des droits de l’Homme.
Nommé représentant spécial du Secrétaire général des Nations unies en Angola en juin 1993, il a réussi grâce à son sens de la médiation et de la diplomatie, à sa forte personnalité et son profond engagement à réunir autour de la table des négociations les protagonistes de la guerre civile angolaise. Le gouvernement de Luanda et les représentants de l’UNITA, signèrent sous son impulsion un accord de cessez-le-feu à Lusaka le 20 novembre 1994.
Il meurt le 26 juin 1998 dans un accident d’avion au large de la Côte d’Ivoire alors qu’il se trouvait en mission commandée de l’ONU.

## Hommages
L'école de maintien de la paix de Bamako a été renommée en son honneur. Le lycée français de Luanda, en Angola, porte le nom de Lycée Alioune Blondin Beye et la Rue Alioune Blondin Beye à Quétigny, Dijon lui a été dédié.